# Z-18 Hans Lüdemann
Z-18 «Ганс Людеман» (нем. Z-18 «Hans Lüdemann») — немецкий эскадренный миноносец типа 1936.
Назван в честь главного флотского механика Ганса Людемана, погибшего 14 мая 1913 года на миноносце «S-148», при взрыве парового котла.
Заложен 9 сентября 1936 года на верфи фирмы «Deutsche Schiff und Maschinenbau AG» в Бремене. Спущен на воду 1 декабря 1937 года и 8 октября 1938 года вступил в строй. После вступления в строй был приписан к 5-му дивизиону эскадренных миноносцев Кригсмарине. По состоянию на сентябрь 1939 года бортовой № 53.

## История службы
С октября 1939 года по февраль 1940 года действовал в Северном море и Балтийских проливах, участвуя в минно-заградительных операциях у восточного побережья Великобритании. 13 октября на донных минах, выставленных в устье Темзы, подорвались британский минный заградитель «Эдвенчер» и эскадренный миноносец «Бланш», последний затонул
1 декабря 1939 года вошёл в состав 3-й флотилии эскадренных миноносцев Кригсмарине.
В первой половине апреля 1940 года участвовал в операции «Везеребюнг», входя в состав Нарвикской группы. 10 апреля 1940 года участвовал в первом бою у Нарвика.
13 апреля участвовал во втором бою у Нарвика, после боя с британскими кораблями выбросился на берег в Румбакс-фьорде 68°25′ с. ш. 17°54′ в. д.. Окончательно уничтожен торпедой с британского эсминца «Хероу».

## Командиры корабля
| Имя и звание                       | Время службы                    |
| ---------------------------------- | ------------------------------- |
| корветтен-капитан Герберт Фридрикс | 8 октября 1938 — 13 апреля 1940 |